# Martin Vinazer
Martin Vinazer (* 1674 in St. Ulrich in Gröden; † 1744 ebenda) war ein Südtiroler Bildschnitzer und Bildhauer aus der Grödner Künstlerdynastie Vinazer.

## Leben
Vinazer wurde 1674 als jüngster Sohn des Bildhauers Melchior Vinazer zu Pescosta in Gröden geboren. Nach einer Ausbildung in der heimischen Werkstatt beim ältesten Bruder Baldasar verweilte er acht Jahre in Venedig und Rom, wie aus einer Bitte von ihm an den Stadtmagistrat von Bozen zur Aufnahme als Bozner Bürger hervorgeht. Er ließ sich später in Überwasser im Hof Bleje nieder.
Ein Neffe, Sohn seines Sohnes Mathias, namens Giuseppe Antonio Vinazer (* Pufels 1749; † Toledo 1804), zog nach Spanien, wo er als Steinmetz großes Ansehen genoss. Unter dem Namen José Antonio Finacer ist er in Toledo sehr bekannt.

## Werke

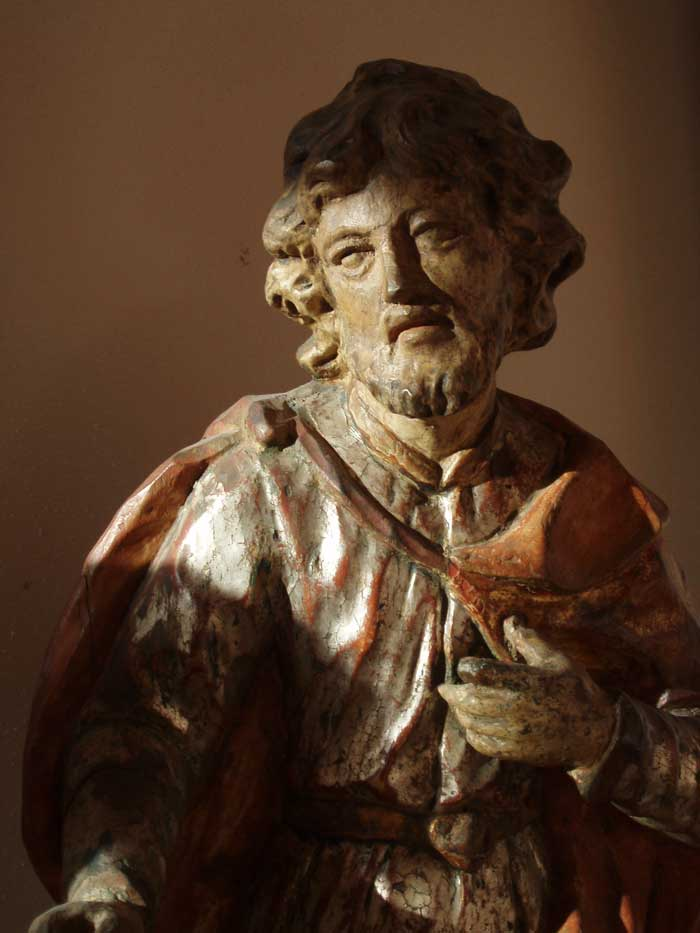
Spätes Werk 1742

Zusammen mit dem Bruder Dominikus Vinazer (1666–1736) schuf Martin Vinazer mehrere Altäre in Bozen und im Eisacktal.
Bedeutende Werke von Martin Vinazer sind im Museum Gherdëina, im Stadtmuseum Klausen, im Diözesanmuseum Brixen und im Österreichischen Museum für Volkskunde in Wien ausgestellt. Weitere Werke stehen in zahlreichen Kirchen Südtirols: Reliquienbüsten von 1715 in der Mariaheimweg Kirche in Bozen, eine Heiligenstatue im Schloss Sumersberg in Gufidaun, der Hauptaltar der Kastelruther Pfarrkirche Apostel Petrus und Paulus, eine weitere Statue des Heiligen Nepomuk in Bozen und ein Christus in der Pfarrkirche in Klausen, in der Pfarrkirche von St. Peter. Die Chiesa della Madonna di Lourdes 1890 errichtete Kirche im Ortsteil Roa Castello Tesino, enthält von Martin Vinazer das Werk Cristo morto deposto dalla croce.
In der Moravska-Galerie in Brünn befindet sich eine Hl. Elisabeth mit Johannes dem Täufer aus der Hand Vinazers von 1722.

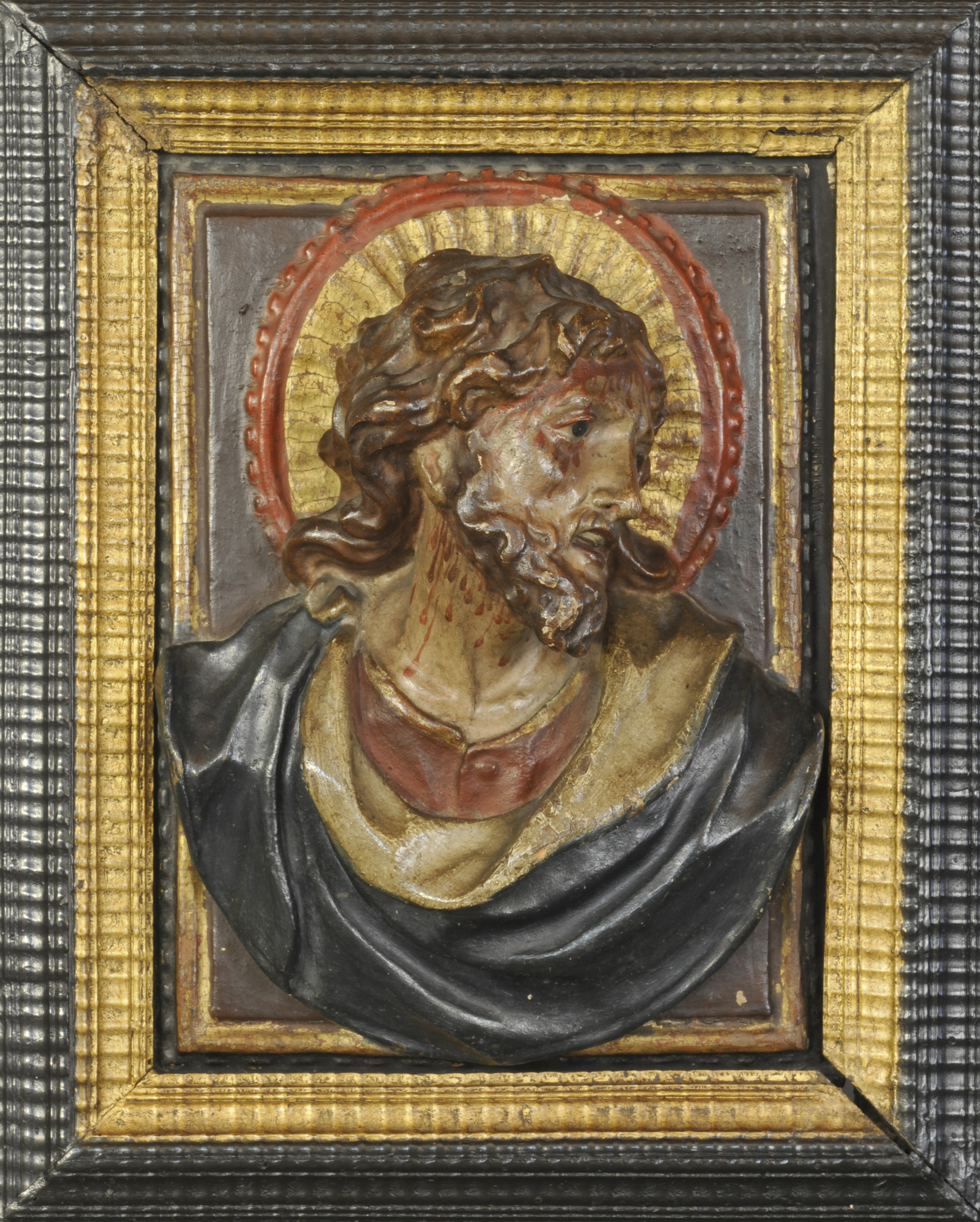
Christus
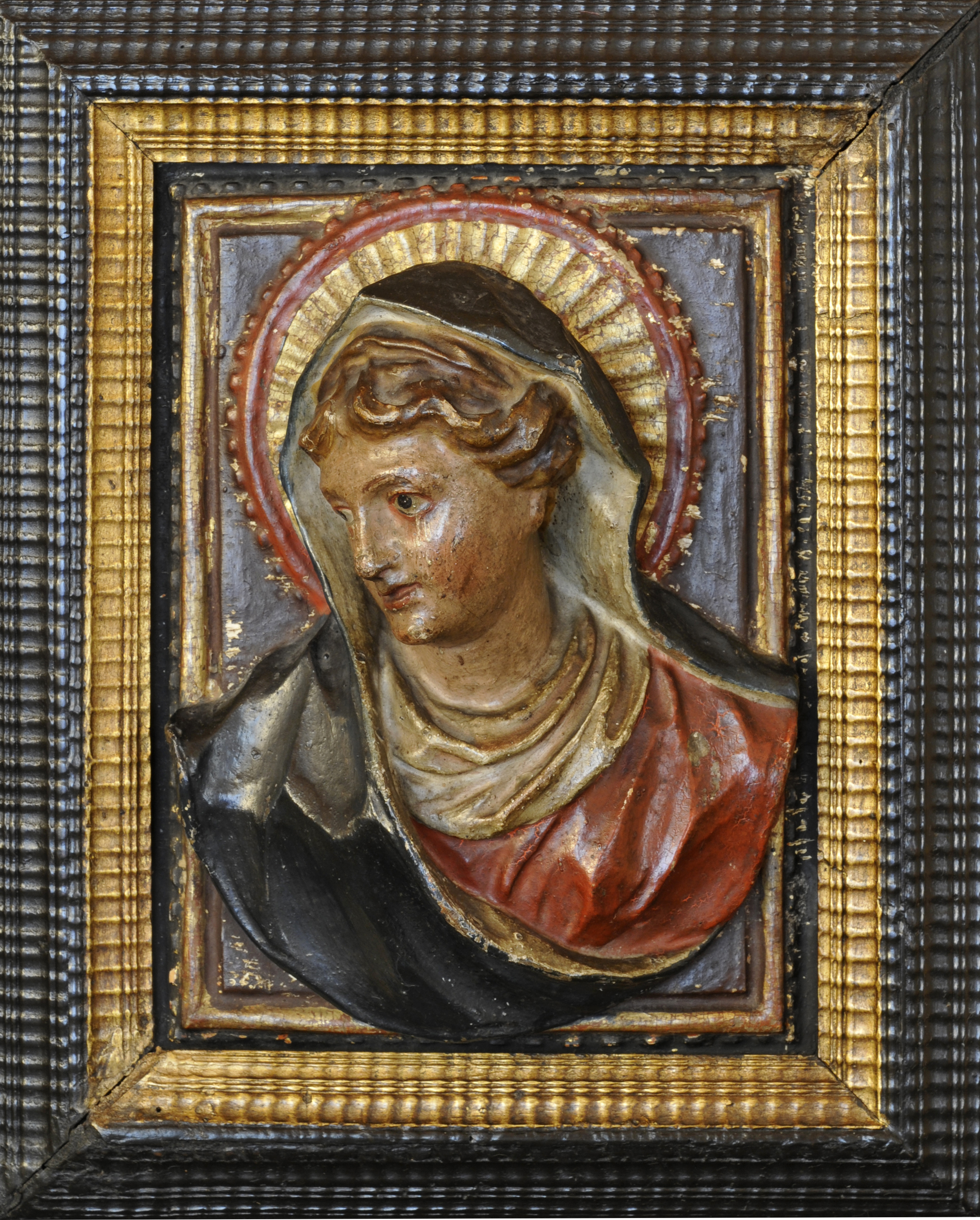
Muttergottes – datiert 1710 und signiert MVF

## Dokumentarfilm
- Lucio Rosa (Regie), Josef Unterer (Text): I Vinazer na familia de scultëures. Film in Deutsch, Italienisch und Ladinisch. Produktion Studio Film TV für Rai Sender Bozen 1997.